# Cerespositionen
In der folgenden Tabelle sind die speziellen Konstellationen der Ceres für 2011–2017 in ihrer Planetenschleife angegeben.
| Stationär, dann rückläufig | Opposition zur Sonne | Opposition zur Sonne | Opposition zur Sonne | Opposition zur Sonne | Stationär, dann rechtläufig | Konjunktion zur Sonne |
| Stationär, dann rückläufig | Datum                | Entfernung (AE)      | Helligkeit (mag)     | Scheinbare Größe (″) | Stationär, dann rechtläufig | Konjunktion zur Sonne |
| -------------------------- | -------------------- | -------------------- | -------------------- | -------------------- | --------------------------- | --------------------- |
| 21. September 2007         | 9. November 2007     | 1,833                | 7,2                  | 0,7                  | 1. Januar 2008              | 28. Juni 2008         |
| 17. Januar 2009            | 25. Februar 2009     | 1,583                | 6,9                  | 0,8                  | 17. April 2009              | 31. Oktober 2009      |
| 29. April 2010             | 18. Juni 2010        | 1,826                | 7,0                  | 0,7                  | 9. August 2010              | 31. Januar 2011       |
| 31. Juli 2011              | 16. September 2011   | 1,988                | 7,6                  | 0,7                  | 12. November 2011           | 26. April 2012        |
| 31. Oktober 2012           | 18. Dezember 2012    | 1,685                | 6,7                  | 0,8                  | 4. Februar 2013             | 18. August 2013       |
| 1. März 2014               | 15. April 2014       | 1,644                | 7,0                  | 0,8                  | 7. Juni 2014                | 9. Dezember 2014      |
| 6. Juni 2015               | 25. Juli 2015        | 1,940                | 7,5                  | 0,7                  | 15. September 2015          | 3. März 2016          |
| 2. September 2016          | 21. Oktober 2016     | 1,900                | 7,4                  | 0,7                  | 15. Dezember 2016           | 6. Juni 2017          |
| 22. Dezember 2017          | 2. Februar 2018      | 1,592                | 6,8                  | 0,8                  | 21. März 2018               | 14. Oktober 2018      |